# Negro (cacique)
Chanel o Llampilcó, conocido como Negro, fue un cacique pampa del sur de la provincia de Buenos Aires (Argentina), con destacada actuación en la segunda mitad del siglo XVIII. Era hermano de otro cacique Negro, llamado también Llampilcó, que lo sucedió en el mando de los tehuelches del sur de Buenos Aires.

## El primer cacique Negro
El origen de su seudónimo no es seguro: podría ser por el apellido Calfigner –zorro negro– o por la costumbre de sus indígenas de pintarse la cara con colores rojo y negro. O quizá por el nombre del río Negro.
Ya era cacique de una importante fracción de indígenas cuando se incorporó, en el año 1750, a la Misión de los Desamparados de Tehuelches, al sur de la sierra de los Padres, cerca de la actual ciudad de Mar del Plata. Más tarde la misión fue abandonada, y Negro se retiró a las tolderías que instaló en las desembocaduras de los río Negro y Colorado. Durante el gobierno del virrey Juan José de Vértiz y Salcedo obtuvo permiso para comerciar directamente con Buenos Aires, o con las expediciones desde esa ciudad hasta Salinas Grandes.
Colaboró con Francisco de Viedma en la fundación de Carmen de Patagones, pero antes que eso se mantuvo en contacto con Basilio Villarino y Juan de la Piedra, que pretendían limpiar de indígenas la zona donde se fundaría Patagones. Para asegurarse, tomaron prisionero a un hermano de Negro, pero éste amenazó con causar una masacre, de modo que tuvieron que liberarlo. Villarino pretendió capturar a Negro con ardides y ofreciéndole aguardiente, pero no lo logró. Viedma se dirigió a sus toldos en 1783, ofreciendo la firma de un tratado de paz, mientras otros oficiales, como De la Piedra, lo acusaban de querer lanzar malones sobre Buenos Aires.
En 1784, junto con Lorenzo Calpisqui, firmó un tratado de paz con el virrey Loreto. Poco antes había estado en Buenos Aires, donde Villarino y el virrey Vértiz quisieron tomarlo prisionero. Se retiró a la Sierra de la Ventana, adonde fue a buscarlo Juan de la Piedra, acompañado por Viedma, pero los españoles fueron sorprendidos y tuvieron muchos muertos, entre ellos De la Piedra y Viedma. Luego se dirigió nuevamente a Buenos Aires, donde el virrey Loreto le regaló algunos símbolos de poder e hizo lo posible por mantener la paz.
En 1786, en medio de una borrachera general hubo una pelea, de la cual resultó que el cacique Negro mató a un araucano. Su hermano esperó pacientemente a la siguiente borrachera, y simplemente mató al cacique en venganza.
Por esa época alcanzaba su primer cénit el cacique Llanquitur o Yanquetruz, por lo que varios autores afirman que su jefatura pasó a ese cacique. Sin embargo, las tolderías y hombres de lanza de Negro pasaron a su hermano Llampilcó, también llamado Negro.

## El segundo cacique Negro
Al heredar la gente que estaba a órdenes de su hermano, Llampilcó –también llamado Negro– continuó la política pacifista que su hermano mayor. Mantuvo la paz con las autoridades virreinales, y en 1806 se ofreció para expulsar a los invasores ingleses.
Se mudó a la región de Mar Chiquita y parte de sus indios fueron víctimas de la injusta campaña del gobernador Martín Rodríguez, por lo que se mudó algo más lejos, a la sierra de la Tinta.
En abril de 1822, el coronel Pedro Andrés García convocó a los indígenas a un parlamento para la firma de un tratado de paz. Negro se presentó con un escuadrón de indios de lanza que llamó la atención por su postura marcial. Además el propio cacique era de gran tamaño, superando posiblemente los dos metros de altura. El tratado que resultó, si bien no fue firmado por el gobernador, fue respetado por éste, que atacó a otras parcialidades.
En 1825 acudió a un parlamento en Tandil con el comandante de armas de la provincia, coronel Juan Manuel de Rosas. y a otro en Bahía Blanca, con el oficial José María Oyuela. Cuando el cacique chileno Melipán lanzó un ataque sobre Dolores, Negro acompañó al coronel Federico Rauch a una campaña de represalias, que terminó en varias masacres de hombres de lanza y de mujeres y niños indefensos. El cacique no volvió a sumarse a campañas de Rauch. En cambio acompañó a Ramón Estomba a la fundación de la Fortaleza Protectora Argentina, núcleo de la actual ciudad de Bahía Blanca. En 1829, tras la revolución de Juan Lavalle contra el gobernador Manuel Dorrego, se mantuvo leal a los hombres de Dorrego y atacó a los coroneles Estomba y Andrés Morel, que se habían plegado al golpe de Estado de Lavalle.
En los años siguientes, sus guerreros pasaron a ser gobernados por Chanel o Chañil, muy probablemente hijo del cacique Negro. Este último, muy anciano para esa fecha, murió algún tiempo más tarde, sin que se haya detectado cómo, dónde y cuándo.